# Список водопадов по расходу воды
Ниже представлен список водопадов, отсортированный по расходу воды. В целях разумности охвата списка приведены только те водопады, которые расходуют более 200 кубических метров воды в секунду.
Многие водопады заметно меняют расход воды в зависимости от сезона, месяца, других местных климатических факторов, поэтому в столбце «Расход воды» указан среднегодовой расход её водопадом. В столбце «Высота» указана не общая высота водопада, а высота самого длинного непрерывного его сегмента. На расход воды сильно влияет ширина водопада. Во многих случаях водопады на разных своих отрезках имеют различающуюся ширину, поэтому в столбце «Ширина» указана средняя ширина.
В список включены как природные, не тронутые человеком, водопады, так и появившиеся в результате человеческой деятельности — в основном это связано со строительством ГЭС.

## Ныне существующие водопады
Сортировка по умолчанию — по расходу воды. Также любой столбец можно отсортировать по алфавиту / в обратном порядке (по убыванию / возрастанию), нажав на заглавие столбца.
В таблице (в столбце «Местонахождение») используются следующие сокращения:
- г. — город
- НП — национальный парк
- о-в — остров
- обл. — область
- пров. — провинция
- рег. — регион
- терр. — территория
- шт. — штат

| Название                     | Фото | Расход воды, м³/сек | Высота, м | Ширина, м | Река                 | Местонахождение                                                     | Комментарии, ссылки |
| ---------------------------- | ---- | ------------------- | --------- | --------- | -------------------- | ------------------------------------------------------------------- | --- |
| Инга                         |      | 25 768 (прибл.)     | 21        | 914       | Конго                | ДР Конго, пров. Центральное Конго                                   | В этом месте уровень реки понижается на 96 м за 15 км. Данный объект многими географами не воспринимается как «настоящий водопад». |
| Водопады Ливингстона         |      | 25 060              | 6         | 701       | Конго                | ДР Конго, Республика Конго                                          | Фактически представляет собой ряд порогов с максимальной высотой падения воды всего 6 м. |
| Бойома                       |      | 16 990              | 5         | 1372      | Луалаба, Конго       | ДР Конго, пров. Чопо                                                | Фактически представляет из себя семь порогов, разделённых плёсами, на расстоянии около 150 км. До 1983 г. носил название Стэнли. |
| Кхон                         |      | 11 610              | 21        | 10 783    | Меконг               | Лаос, пров. Тямпасак                                                | Череда порогов тянется на 9,7 км. Самый широкий водопад в мире: в самом широком месте — 12 954 м. |
| Пара́                         |      | 3540                | 64        | 5608      | Каура                | Венесуэла, шт. Боливар                                              | |
| Паулу-Афонсу                 |      | 2832                | 59        | 18        | Сан-Франсиску        | Бразилия, шт. Алагоас и Баия                                        | Сток регулируется гидроэлектростанционным комплексом Паулу-Афонсу. |
| Ниагарский водопад           |      | 2407                | 51        | 1204      | Ниагара              | Канада, США                                                         | Сток регулируется Ниагарской ГЭС Роберта Мозеса и ГЭС сэра Адама Бека. |
| Вермильон                    |      | 1812                | 5         | 1829      | Пис                  | Канада, пров. Альберта                                              | Водопад представляет собой серию веерообразных ступеней из известняка и сланца, высота которых варьируется от 4,6 до 7,6 м в зависимости от сезона. |
| Игуасу                       |      | 1746                | 64        | 2682      | Игуасу               | Аргентина, Бразилия                                                 | Комплекс из 275 водопадов. |
| Лаймстоун                    |      | 1464                | 22        | 335       | Каниаписко           | Канада, рег. Нунавик, пров. Квебек                                  | Комплекс водопадов. |
| Пирит                        |      | 1464                | 8         | 579       | Каниаписко           | Канада, рег. Нунавик, пров. Квебек                                  | |
| Виктория                     |      | 1088                | 105       | 1707      | Замбези              | Замбия, Зимбабве                                                    | Образует самый большой слой падающей воды в мире.Единственный водопад в мире, одновременно имеющий более 100 метров в высоту и более километра в ширину. |
| Вирджиния                    |      | 1000                | 90        | 259       | Саут-Наханни         | Канада, Северо-Западные территории, НП Наханни                      | |
| Нгонье                       |      | 963                 | 25        | ?         | Замбези              | Замбия, Западная провинция                                          | |
| Шале                         |      | 934                 | 18        | 610       | Каниаписко           | Канада, рег. Нунавик, пров. Квебек                                  | |
| Шиванасамудра                |      | 934                 | 98        | 305       | Кавери               | Индия, шт. Карнатака, округа́ Чамраджнагар и Мандья                  | Комплекс водопадов. |
| Уилламетт                    |      | 928                 | 13        | 457       | Уилламетт            | США, шт. Орегон, округ Клакамас                                     | Предполагается, что до начала развития города Орегон-Сити ширина водопада составляла до 762 м. С 1873 по 2011 год функционировали Шлюзы водопада Уилламетт. |
| Конге                        |      | 900                 | 56        | 3200      | Ивиндо               | Габон, пров. Огове-Ивиндо, НП Ивиндо                                | |
| Кутенаи                      |      | 731                 | 9         | 258       | Кутеней              | США, шт. Монтана, округ Линкольн                                    | Водопад — популярная туристическая достопримечательность в связи с хорошо развитой инфраструктурой (парковка, пешеходные тропы, модернизированный подвесной мост). Водопад и этот мост появлялись в таких известных кинофильмах как «Дикая река» (1994) и «Выживший» (2015). |
| Лаксфорсен                   |      | 700                 | 17        | ?         | Вефсна               | Норвегия, фюльке Нурланн, коммуна Гране                             | Доступ туристов к водопаду был закрыт с 1992 по 2017 год по экологическим причинам. |
| Отмил-Рэпидс                 |      | 697                 | 18        | ?         | Руперт               | Канада, рег. Нунавик, пров. Квебек                                  | |
| Кайетур                      |      | 663                 | 226       | 113       | Потаро               | Гайана, рег. Потаро-Сипаруни, НП Кайетур                            | |
| Райнфалль                    |      | 595                 | 24        | 122       | Рейн                 | Швейцария, кантоны Шаффхаузен и Цюрих                               | |
| Сарпефоссен                  |      | 577                 | 21        | ?         | Гломма               | Норвегия, фюльке Эстфолл, коммуна Сарпсборг                         | |
| Каландула                    |      | 566                 | 105       | 411       | Лукала               | Ангола, пров. Маланже                                               | |
| Шавиниган                    |      | 513                 | 50        | ?         | Сен-Морис            | Канада, пров. Квебек, рег. Мориси                                   | |
| Шодьер                       |      | 500                 | 35        | 240       | Шодьер               | Канада, пров. Квебек, рег. Шодьер — Аппалачи                        | |
| Великие водопады Потомака    |      | 474 (прибл.)        | ?         | 107       | Потомак              | США, шт. Мэриленд (округ Монтгомери) и шт. Виргиния (округ Фэрфакс) | |
| Казан                        |      | 459                 | ?         | ?         | Казан                | Канада, терр. Нунавут                                               | |
| Гранитный                    |      | 453                 | 21        | ?         | Каниаписко           | Канада, рег. Нунавик, пров. Квебек                                  | |
| Потаённый                    |      | 425                 | 30        | ?         | Ялуцангпо            | Китай, Тибетский автономный район                                   | |
| Лобе́                         |      | 390                 | ?         | ?         | Лобе́                 | Камерун, Южный регион                                               | Относится к очень редкому типу водопадов — извергается прямо в океан. |
| Сент-Энтони                  |      | 370                 | 15        | ?         | Миссисипи            | США, шт. Миннесота, г. Миннеаполис                                  | Форма водопада и его расход воды претерпели сильные изменения в связи со строительством крупного ГЭС-комплекса. |
| Урридафосс                   |      | 360                 | 4         | 229       | Тьоурсау             | Исландия                                                            | |
| Нижний водопад каньона Итон  |      | 317                 | ?         | ?         | Каниаписко           | Канада, рег. Север Квебека, пров. Квебек                            | |
| Верхний водопад каньона Итон |      | 317                 | ?         | ?         | Каниаписко           | Канада, рег. Север Квебека, пров. Квебек                            | |
| Настапока                    |      | 317                 | 35        | 35        | Настапока            | Канада, пров. Квебек                                                | |
| Тукту                        |      | 317                 | ?         | ?         | Каниаписко           | Канада, рег. Север Квебека, пров. Квебек, каньон Итон               | |
| Близнецы                     |      | 317                 | 48        | 61        | Настапока            | Канада, пров. Квебек                                                | |
| Ауграбис                     |      | 313                 | 56        | 24        | Оранжевая            | ЮАР, Северо-Капская провинция, НП Ауграбис-Фолз                     | |
| Кабарега (Мёрчисон)          |      | 300                 | 43        | 15        | Белый Нил            | Уганда, Западная область и Северная область, НП Мёрчисон-Фолз       | |
| Дхуандхар                    |      | 294                 | 30        | ?         | Нармада              | Индия, шт. Мадхья-Прадеш, округ Джабалпур                           | |
| Александра                   |      | 282                 | 32        | 117       | Хей                  | Канада, Северо-Западные территории                                  | |
| Луиза                        |      | 282                 | 15        | 183       | Хей                  | Канада, Северо-Западные территории                                  | |
| Деттифосс                    |      | 269                 | 51        | 171       | Йёкюльсау-ау-Фьёдлюм | Исландия, рег. Нордюрланд-Эйстра, НП Йёкюльсаургльювюр              | |
| Хафрагилсфосс                |      | 269                 | 27        | 85        | Йёкюльсау-ау-Фьёдлюм | Исландия, рег. Нордюрланд-Эйстра, НП Йёкюльсаургльювюр              | |
| Реттарфосс                   |      | 269                 | ?         | ?         | Йёкюльсау-ау-Фьёдлюм | Исландия, рег. Нордюрланд-Эйстра, НП Йёкюльсаургльювюр              | |
| Сельфосс                     |      | 269                 | 13        | 387       | Йёкюльсау-ау-Фьёдлюм | Исландия, рег. Нордюрланд-Эйстра, НП Йёкюльсаургльювюр              | |
| Канова                       |      | 255                 | ?         | ?         | Канова               | США, шт. Западная Виргиния, округ Фейетт                            | |
| Ристафаллет                  |      | 250                 | 14        | 50        | Индальсэльвен        | Швеция, лен Емтланд                                                 | |
| Сэндстоун                    |      | 222                 | 4         | 549       | Нью-Ривер            | США, шт. Западная Виргиния, округ Саммерс                           | |
| Хука                         |      | 220                 | 11        | ?         | Уаикато              | Новая Зеландия, о-в Северный, рег. Уаикато                          | |
| Фелу                         |      | 216                 | 13        | ?         | Сенегал              | Мали, обл. Каес                                                     | |
| Гуина                        |      | 216                 | 16        | 500       | Сенегал              | Мали, обл. Каес                                                     | |
| Биг                          |      | 213                 | 27        | 183       | Миссури              | США, шт. Монтана, округ Каскейд                                     | |
| Блэк-Игл                     |      | 213                 | 8         | 183       | Миссури              | США, шт. Монтана, округ Каскейд                                     | |
| Крукед                       |      | 213                 | 6         | 457       | Миссури              | США, шт. Монтана, округ Каскейд                                     | |
| Рэйнбоу                      |      | 213                 | 13        | 305       | Миссури              | США, шт. Монтана, округ Каскейд                                     | |
| Русумо                       |      | 210                 | 15        | 40        | Кагера               | Руанда, Танзания                                                    | |

## Недавно исчезнувшие водопады
В данном списке перечислены водопады, которые прекратили своё существование из-за перегорождения их реки плотиной или из-за отвода водотока, в недалёком прошлом.
| Название    | Фото | Расход воды, м³/сек | Высота, м | Ширина, м | Река       | Местонахождение                                            | Комментарии, ссылки |
| ----------- | ---- | ------------------- | --------- | --------- | ---------- | ---------------------------------------------------------- | --- |
| Гуайра      |      | 13 309              | 40        | 4828      | Парана     | Бразилия, Парагвай                                         | Каскад водопадов был затоплен в 1982 году водохранилищем, образованным плотиной ГЭС Итайпу. Затопление заняло две недели. Для улучшения навигации несущие водопад скалы были взорваны. Национальный парк «Гуайра» был ликвидирован. |
| Селило      |      | 5366                | 6,1       | 1768      | Колумбия   | США, шт. Орегон (округ Уоско) и Вашингтон (округ Кликитат) | Затоплен в 1957 году в результате постройки дамбы «Те-Далс». |
| Кеттл       |      | 4682                | ?         | ?         | Колумбия   | США, шт. Вашингтон, округ Ферри                            | Затоплен водохранилищем Рузвельт после завершения строительства ГЭС Гранд-Кули в 1940 году. |
| Урубупунга  |      | 2747                | 13        | 2012      | Парана     | Бразилия                                                   | Затоплен рекой после строительства ГЭС имени Соуза Диаса в 1982 году. |
| Маримбондо  |      | 1501                | 24        | 2012      | Риу-Гранди | Бразилия                                                   | Плотина Маримбондо была построена на верхней части водопада в 1971 году. Участок выше по течению был затоплен рекой, в то время как участок ниже плотины был осушен. |
| Сан-Рафаэль |      | 400                 | 94        | 23        | Кока       | Эквадор                                                    | 2 февраля 2020 года большая карстовая воронка образовалась чуть выше водопада, в результате чего поток воды перенаправился под полосу скал (бывший край водопада), которая пережила обвал и стала естественным мостом, но позже тоже обрушилась. Хотя первоначально река всё ещё падала с высоты более 100 м в воронку, очень быстро направленная вперёд эрозия практически уничтожила водопад. |

## Доисторические водопады
| Название       | Фото           | Максимальный расход воды, м³/сек | Высота самого длинного непрерывного сегмента, м | Ширина, м      | Река     | Местонахождение (согласно современной политической карте мира) | Комментарии, ссылки |
| -------------- | -------------- | -------------------------------- | ----------------------------------------------- | -------------- | -------- | -------------------------------------------------------------- | --- |
| Гибралтар      |                | ≈100 000 000                     | ≈700—900                                        | ≈16 000—17 000 |          | Испания, Марокко                                               | Согласно гипотезе, 5,33 млн лет назад разрушился гигантский водопад, существовавший на месте нынешнего Гибралтарского пролива. Вода Атлантического океана с огромной скоростью (расход воды примерно в 1000 раз превышал нынешний расход воды реки Амазонка) устремилась вглубь континента, в результате чего за несколько месяцев образовалось Средиземное море. |
| Сухие Водопады | Фото 2011 года | 1 906 000                        | 120                                             | 4828           | Колумбия | США, рег. Чаннелд-Скаблендс, шт. Вашингтон, округ Грант        | Согласно гипотезе, 13—15 тыс. лет назад катастрофическое наводнение привело к тому, что вода со скоростью 105 км/ч пронеслась через каньон Гранд-Кули. Сток воды примерно в десять раз превышал сток всех рек мира вместе взятых. |
| Босфор         |                | 480 000                          | 80                                              | ≈800—3400      |          | Турция                                                         | Согласно теории черноморского потопа, около 5600 г. до н. э. имел место масштабный катастрофический подъём уровня Чёрного моря, возможно, послуживший исторической основой легенд о Всемирном потопе. Причиной прорыва вод из Средиземного моря в замкнутое прежде Чёрное море считается землетрясение.                                                           |